# Хелловін 5: Помста Майкла Маєрса
«Хелловін 5: Помста Майкла Маєрса» (англ. Halloween 5: The Revenge Of Michael Myers) — американський фільм жахів 1989 року, режисера Домініка Отенін-Жірара.

## Сюжет
Пройшов рік. А це означає, що знову наближається Хелловін і знову людям належить одягати страшні маски. Джеймі визначили в хеддонфілдську божевільню, де вона мала астральний зв'язок з маніяком і бачила всі його дії, а також могла передбачити небезпеку для людей, що знаходяться поруч з ним. На дворі Хелловін, і Джеймі стала проявляти ознаки занепокоєння, раз по раз потрапляючи в стан пропасниці. Дівчинка права — Майкл повернувся знову. Повернувся, щоб знову влаштувати криваву різанину…

## У ролях
| Актор           | Роль                |
| --------------- | ------------------- |
| Дональд Плезенс | доктор Сем Луміс    |
| Даніель Гарріс  | Джеймі Ллойд        |
| Еллі Корнелл    | Рейчел Каррутерс    |
| Бо Старр        | шериф Бен Мікер     |
| Джеффрі Лендмен | Біллі Гілл          |
| Тамара Глінн    | Саманта Томас       |
| Джонатан Чейпін | Майкі               |
| Меттью Волкер   | Шпіц                |
| Венді Каплан    | Тіна Вільямс        |
| Бетті Карвальо  | медсестра Патсі     |
| Трой Еванс      | заступник Чарлі     |
| Френк Комо      | заступник Нік Росс  |
| Девід Ерсін     | заступник Том Фарра |
| Гарпер Ройзман  | горець              |
| Карен Олстон    | Дарлін Каррутерс    |
| Макс Робінсон   | доктор Макс Гарт    |

| Актор               | Роль                    |
| ------------------- | ----------------------- |
| Стентон Девіс       | молодий поліцейський    |
| Джек Норт           | садівник                |
| Русс МакДжінн       | диктор                  |
| Джон Річард Платтен | поліцейський на виставі |
| Джей Бернард        | високий поліцейський    |
| Анджела Монтоя      | маленька дівчинка       |
| Патрік Вайт         | копач                   |
| Стівен Андерсон     | поліцейський в полі     |
| Фентон Куінн мол.   | Едді                    |
| Френк Кеніг         | солдат 1                |
| Донре Семпсон       | солдат 2                |
| Джон Гілберт        | товстий снайпер         |
| Том Якобсен         | в'язничний поліцейський |
| Дон Шанкс           | Майкл Маєрс             |
| Грег Нікотеро       | хлопець на заправці     |

## Цікаві факти
- Зі сцени, де Джеймі повзе по шахті пральної шафи, ще під час зйомок, щоб уникнути жорсткого рейтингу, був вирізаний кадр, де Майкл ранить її ножем в кісточку. Можна навіть побачити, що коли Джеймі вибирається з шахти одна її кісточка кровоточить і сама Джеймі кульгує.
- Найчастіше на всіх виданнях написано «Хелловін 5: Помста Майкла Маєрса», проте в титрах стоїть просто «Хелловін 5».
- Фільм знімався в Солт Лейк Сіті в штаті Юта, як і попередня частина.
- Дата початку зйомок — 1 травня 1989 року.
- Магазин, навпроти якого висаджується «людина в чорному», це той магазин, куди приходять Рейчел і Джеймі за костюмом у попередній частині.
- Сцена, де Майкл Маєрс їде в машині з Тіною, планувалося, що він буде носити маску Рональда Рейгана, але потім цю ідею відхилили, щоб уникнути всіх політичних підтекстів.
- Це була єдина частина «Хелловіна», яка не йшла в італійському прокаті.
- Причини того, чому продюсери вирішили як будинок Маєрса використовувати один з покинутих будинків в Юті, а не знову повернутися до оригінального будинку, що був у Південній Пасадені, невідомі.
- Для сцени, де Джеймі повзе по шахті прального шафи, було побудовано близько 30 різних секцій шахти. Одні були в горизонтальному положенні, інші у вертикальному, треті — мали тільки три стінки (для зйомок з бічного ракурсу). Хоча ця сцена була дуже складна як механічно, так і фізично, вона була знята всього за одну ніч.
- Кілька кадрів з «людиною в чорному» з невідомих причин були перезняті у Великій Британії, причому ім'я британського статиста, який був знятий в цих кадрах, залишилося невідомим.
- «Людину в чорному» дуже в багатьох сценах зіграв сам Дон Шанкс (Майкл Маєрс). Шанкс визнав, що ніхто зі сценаристів не був на той момент точно впевнений в походженні цього персонажа і Шанкс зіграв його, бо була поширена версія, що ця людина є якимось родичем сім'ї Маєрс.
- Передбачалося, що Рейчел помре від удару ножицями в горло, але Еллі Корнелл вирішила, що це занадто жахливий кінець для її персонажа, тому ця сцена була трохи змінена.
- Виробники поставили перед компанією «KNB Effects» завдання придумати для сцени, де Майкл знімає маску, гротескний грим з спотворенням, або просто накласти на його обличчя тінь. Вони пішли на останнє.

## Саундтрек
| Список треків | Список треків                                         | Список треків |
| #             | Назва                                                 | Тривалість    |
| ------------- | ----------------------------------------------------- | ------------- |
| 1.            | «Romeo Romeo - Becca»                                 | 3:52          |
| 2.            | «Anything For Money - DV8»                            | 4:08          |
| 3.            | «Dancin' On Midnight - Churchill»                     | 4:13          |
| 4.            | «Second Time Around - Rhythm Tribe»                   | 3:33          |
| 5.            | «Sporting Woman - Diggy / Mark Chosak / Eileen Clark» | 2:45          |
| 6.            | «Halloween 5/The Revenge»                             | 4:36          |
| 7.            | «The Shape Also Rises»                                | 2:53          |
| 8.            | «The Evil Child Must Die»                             | 2:15          |
| 9.            | «First Victim»                                        | 2:26          |
| 10.           | «A Stranger In The House»                             | 3:37          |
| 11.           | «Tower Farm»                                          | 4:24          |
| 12.           | «Stop The Rage»                                       | 4:28          |
| 13.           | «Trapped»                                             | 3:23          |
| 14.           | «The Attic»                                           | 5:30          |
| 15.           | «Jail Break»                                          | 2:24          |
| 16.           | «Halloween Finale»                                    | 3:17          |
| 57:43         |                                                       |               |